# Muammar al-Gaddafi
Muammar Abu Minyar al-Gaddafi (tiếng Ả Rập: معمر القذافي audioⓘ Mu'ammar al-Qaḏāfī; còn gọi là Đại tá Gaddafi; 7 tháng 6 năm 1942 - 20 tháng 10 năm 2011) đã là lãnh đạo trên thực tế của Libya từ một cuộc đảo chính lật đổ vua Libya năm 1969 đến khi chính ông bị lật đổ vào năm 2011.
Từ năm 1972, khi Gaddafi thôi giữ chức thủ tướng, ông đã được gán các danh hiệu "Người hướng dẫn cuộc Cách mạng Vĩ đại tháng 9 đầu tiên của Đại dân quốc Nhân dân Xã hội chủ nghĩa Ảrập Libya" hay "Lãnh đạo và Người hướng dẫn Anh em của cuộc Cách mạng" trong các văn kiện của nhà nước và báo chí chính thức của Libya. Nhưng một vài báo đài quốc tế vẫn gọi ông là "Tổng thống Gaddafi".
Sau cái chết của Omar Bongo của Gabon ngày 8 tháng 6 năm 2009, ông trở thành nhà lãnh đạo (ngoài các quốc vương) có thời gian giữ chức lâu thứ ba của mọi quốc gia hiện tại. Ông cũng là nhà lãnh đạo có thời gian phục vụ lâu nhất ở Libya từ thời Ali Pasha Al Karamanli, người cầm quyền từ 1754 đến 1795. Gaddafi bị lật đổ và bị giết vào ngày 20 tháng 10 năm 2011, sau 42 năm cầm quyền.

## Chuyển tự Tên gọi
Vì không có sự chuẩn hoá trong việc chuyển tự chữ và cách phát âm theo vùng của tiếng Ả Rập, cái tên của Gaddafi có thể được chuyển tự theo nhiều cách khác nhau. Một bài viết trên tờ London Evening Standard năm 2004 liệt kê 37 cách đánh vần tên ông, trong khi một bài báo năm 1986 của The Straight Dope kê một danh sách 32 cách đánh vần đã biết tại Thư viện Quốc hội.
Muammar Gaddafi là cách đánh vần được dùng bởi tạp chí Time, BBC News, đa số báo chí Anh và ban tiếng Anh của Al-Jazeera. Associated Press, CNN, và Fox News sử dụng cách đánh vần Moammar Gadhafi. Edinburgh Middle East Report sử dụng "Mu'ammar Qaddafi" và Bộ ngoại giao Hoa Kỳ dùng "Mu'ammar Al-Qadhafi".
Năm 1986, Gaddafi được thông báo đã trả lời một bức thư của một trường học tại Minnesota bằng tiếng Anh với cách đánh vần "Moammar El-Gadhafi". Tân Hoa Xã dùng "Muammar Khaddafi" trong các thông báo của mình. Sự chuyển tự tên phức tạp này show của Weekend Update của Saturday Night Live hồi đầu thập niên 1980.
Trong tiếng Ả Rập chuẩn cái tên معمر القذافي (مُـعَـمَّـرُ الـقَـذافـي với mọi nguyên âm và phần kéo dài) được đánh vần theo IPA: /mu'ʕam:aru lqa'ða:fi/. /ʕ/ cho một âm hầu (ع), không có trong tiếng Anh. /m/ thứ hai là từ cặp (ghép). Khi nói tiếng Libya Ả Rập âm bật lưỡi không thanh /q/ (ق) có thể thay thế cho /g/ hay /k/; và /ð/ (ذ) (giống như tiếng Anh "th" trong "this") có thể được thay thế với một /d/ đơn giản. Nguyên âm /u/ có thể thay thế với /o/ trong ngôn ngữ nói Ả Rập. Cách chấm dứt bị bỏ đi (/mu'ʕam:aru/ -> /mu'ʕam:ar/). Có nhiều cách để Latin hoá tiếng Ả Rập và các biến thể địa phương của nó. Tuy nhiên, các đánh vần tên Ả Rập không thay đổi. Vì thế, /mu'ʕam:aru lqa'ða:fi/ có thể được đánh vần thành /mo'ʕam:ar alga'da:fi/, có thể gây ra sự hơi khác biệt khi Latinh hoá. Mạo từ xác định al- (ال) thường bị bỏ sót. Ở đây chữ đầu /a/ là câm bởi ở trước /u/.
Gaddafi muốn website của mình dùng cách đánh vần "Muammar Al Gathafi". Tên của ông trong tiếng Pháp thường được viết là "Mouammar Kadhafi" hay "Moammar Kadafi". Còn tại Việt Nam, các phương tiện truyền thông chủ yếu thường sử dụng "Muammar Gaddafi" và đọc là Mu-am-ma Ca-đa-phi.

## Tuổi trẻ
Gaddafi là con út trong một gia đình nông dân. Theo chính thức cha ông là Mohammed Abdul Salam bin Hamed bin Mohammed Al-Gaddafi, còn gọi là Abu Meniar (m. năm 1985). Tuy nhiên trong The Times có thông tin về khả năng cha thực của ông là một sĩ quan Pháp. Mẹ ông là Aisha Bin Niran. Ít điều được biết về tuổi thơ của Gaddafi. Ông từng nói rằng khi ông lên năm ông có một người anh bị một binh sĩ Israel giết hại. Tuy nhiên, tuyên bố này bị nghi ngờ bởi IDF mãi tới ngày 26 tháng 5 năm 1948 mới được thành lập, khi Gaddafi sáu tuổi. Khi còn nhỏ ông được các bạn gọi là 'al-jamil' hay 'người đẹp trai'. Ông lớn lên tại vùng sa mạc Sirte. Ông tiếp thu một nền giáo dục tiểu học tôn giáo truyền thống và vào trường dự bị Sebha ở Fezzan từ năm 1956 đến năm 1961. Gaddafi và một nhóm vài người bạn ông đã gặp tại trường thành lập một hình thức lãnh đạo trung tâm của một nhóm chiến binh cách mạng sau này sẽ nắm quyền lực tại đất nước. Người tạo cảm hứng cho Gaddafi là Gamal Abdel Nasser, tổng thống nước Ai Cập láng giềng, người đã lên giữ chức tổng thống bằng cách kêu gọi một sự thống nhất Ả Rập. Năm 1961, Gaddafi bị trục xuất khỏi Sebha vì các hoạt động chính trị.
Gaddafi vào viện hàn lâm quân sự ở Benghazi năm 1963, nơi ông và vài người bạn thành lập một nhóm bí mật với mục đích lật đổ chế độ quân chủ Libya có lập trường ủng hộ phương Tây. Sau khi tốt nghiệp năm 1965, ông được gửi tới Anh Quốc để tiếp tục học tại Staff College của Quân đội Anh, hiện là Joint Services Command and Staff College, về nước năm 1966 với tư cách một sĩ quan uỷ nhiệm trong Signal Corps.

## Đảo chính quân sự và lên nắm quyền
Ngày 1 tháng 9 năm 1969, một nhóm sĩ quan quân đội nhỏ do Gaddafi lãnh đạo tổ chức một cuộc đảo chính không đổ máu chống lại Vua Idris I, khi ông đang ở Kamena Vourla, một khu resort tại Hy Lạp, để điều trị y tế. Cháu của ông Thái tử Sayyid Hasan ar-Rida al-Mahdi as-Sanussi đã bị các sĩ quan quân đội cách mạng chính thức hạ bệ và quản thúc tại gia; họ huỷ bỏ chế độ quân chủ và tuyên bố một nhà nước Cộng hoà Libya Ả Rập mới. Gaddafi, khi ấy mới chỉ 27 tuổi, với bộ quần áo đi đường và kính râm, sau đó tìm cách trở thành "Che Guevara mới của thời đại". Để thực hiện điều này Gaddafi biến Libya thành một thiên đường cho những người chống phương Tây cực đoan, nơi bất kỳ nhóm nào, đều có thể nhận được vũ khí và hỗ trợ tài chính, nếu họ tuyên bố chiến đấu chống lại chủ nghĩa đế quốc. Người Italiatại Libya hầu như đã biến mất sau khi Gaddafi ra lệnh trục xuất họ năm 1970.
Một Hội đồng Chỉ huy Cách mạng được thành lập để cai trị đất nước, với Gaddafi giữ chức chủ tịch. Ông thêm danh hiệu thủ tướng năm 1970, nhưng ngừng giữ chức vụ năm 1972. Không giống như các nhà cách mạng quân sự khác, Gaddafi không tự thăng mình lên hàm tướng ngay khi nắm quyền, mà chấp nhận một nghi lễ thăng chức từ đại uý lên đại tá và vẫn giữ cấp hàm này cho đến ngày nay. Tuy theo kiểu cấp hàm phương Tây một đại tá không thích hợp để cai trị một quốc gia và là Tổng tư lệnh quân đội đất nước, theo lời của Gaddafi xã hội Libya được "cai quản bởi nhân dân", vì thế ông không cần thêm danh hiệu phô trương hay cấp bậc chỉ huy quân đội tối cao.

### Chủ nghĩa xã hội Hồi giáo và thuyết Liên Hồi giáo
Gaddafi xây dựng chế độ mới của mình dựa trên sự kết hợp chủ nghĩa quốc gia Ả Rập, các khía cạnh của phúc lợi xã hội, và cái Gaddafi gọi là "dân chủ nhân dân trực tiếp". Ông gọi hệ thống này là "Chủ nghĩa xã hội Hồi giáo", và, tuy ông cho phép tư nhân kiểm soát các công ty nhỏ, chính phủ kiểm soát các công ty lớn. Phúc lợi xã hội, "tự do", và giáo dục được nhấn mạnh. Ông cũng áp dụng một hệ thống đạo đức Hồi giáo, đặt ra ngoài vòng pháp luật rượu và cờ bạc. Như nhân vật cách mạng trước đó trong thế kỷ 20 như Mao Trạch Đông và những lời lẽ trong Mao tuyển của ông, Gaddafi vạch ra triết học chính trị của mình trong cuốn Sách Xanh để tăng cường các ý tưởng của nhà nước xã hội chủ nghĩa Hồi giáo này và xuất bản ba tập trong giai đoạn 1975 và 1979.
Năm 1977, Gaddafi tuyên bố rằng Libya đang thay đổi hình thức chính phủ của mình từ cộng hoà sang một "jamahiriya"—một từ mới sáng chế có nghĩa "nhà nước đại chúng" hay "chính phủ của đại chúng". Trên lý thuyết, Libya trở thành một nhà nước dân chủ trực tiếp được quản lý bởi nhân dân thông qua các hội đồng nhân dân địa phương và các xã. Ở trên đỉnh cơ cấu này là Đại hội Nhân dân, với Gaddafi là tổng thư ký. Tuy nhiên, chỉ sau hai năm, Gaddafi rời bỏ mọi chức vụ trong chính phủ để tương thích với triết học theo chủ nghĩa quân bình mới.
Thực tế, hệ thống chính trị của Libya ít duy tâm hơn. Quyền lực thực sự thuộc một "nhóm cách mạng" gồm Gaddafi và một số cố vấn thân cận. Tuy không giữ chức vụ chính thức nào, nói chung mọi người hiểu rằng Gaddafi nắm quyền gần như tuyệt đối với chính phủ.
Hết lần này tới lần khác, Gaddafi đã đương đầu với sự đối lập trong và ngoài nước bằng bạo lực. Các uỷ ban cách mạng của ông kêu gọi ám sát những người Libya bất đồng đang sống ở nước ngoài vào tháng 4 năm 1980, với các đội ám sát của Libya được gửi ra nước ngoài để giết họ. Ngày 26 tháng 4 năm 1980, Gaddafi đặt ra hạn chót ngày 11 tháng 6 năm 1980 để những người bất đồng quay trở về hay sẽ "trong tay các hội đồng cách mạng". Chín người Libya đã bị giết hại trong thời gian này, năm người trong số đó tại Italia.

### Quan hệ nước ngoài

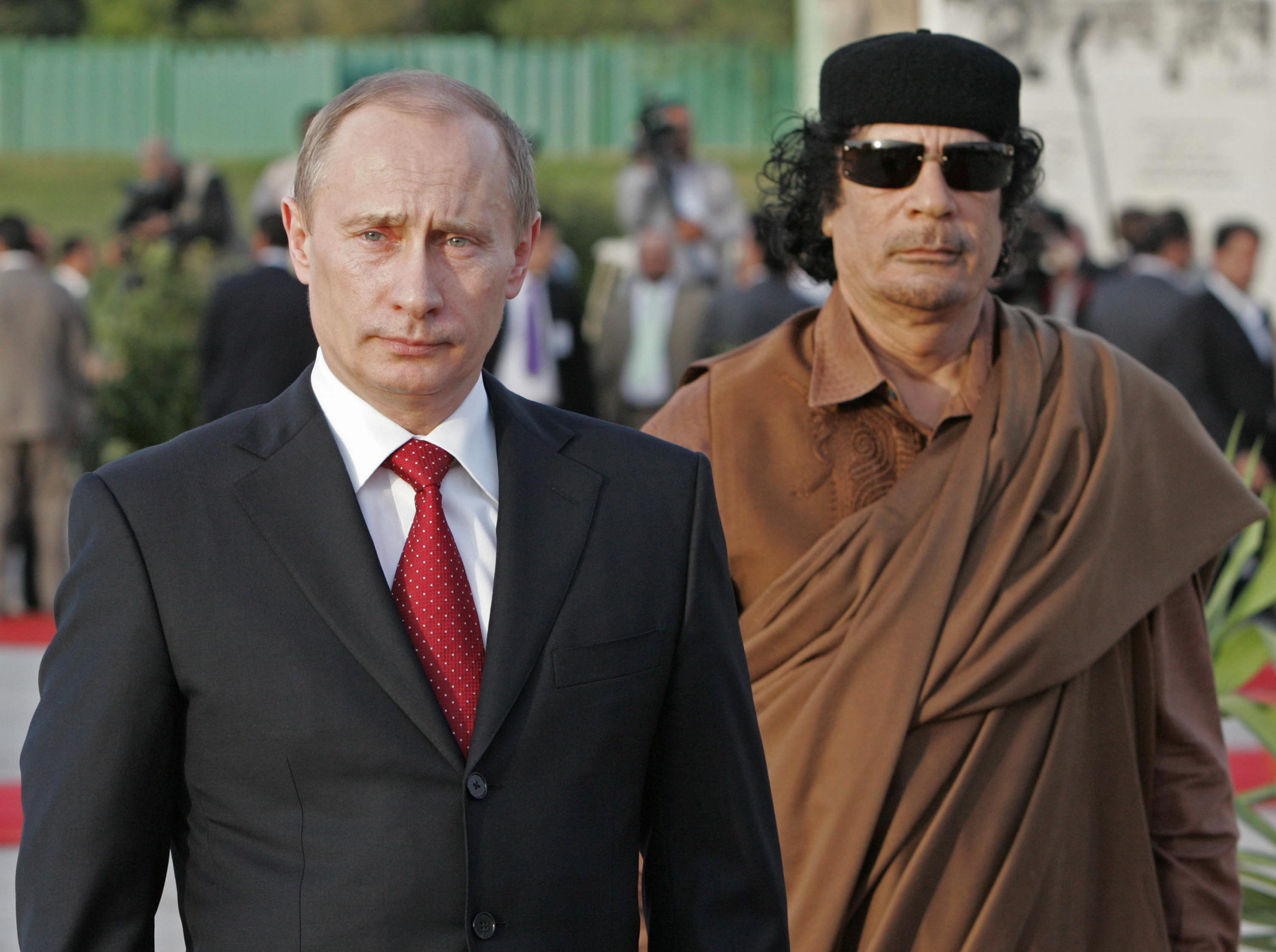
Với Tổng thống Nga Vladimir Putin

Với các nước láng giềng của Libya, Gaddafi đi theo các ý tưởng của Gamal Abdel Nasser về thuyết liên Ả Rập và trở thành người ủng hộ nhiệt thành cho việc thống nhất tất cả các nước Ả Rập dưới một quốc gia Ả Rập. Ông cũng ủng hộ thuyết liên Hồi giáo, ý tưởng về một liên minh lỏng lẻo của mọi quốc gia và nhân dân Hồi giáo. Sau khi Nasser chết ngày 28 tháng 9 năm 1970, Gaddafi đã nỗ lực để trở thành vĩ lãnh đạo ý tưởng của chủ nghĩa quốc gia Ả Rập. Ông tuyên bố "Liên bang các nước Cộng hoà Ả Rập" (Libya, Ai Cập, và Syria) năm 1972, hy vọng tạo lập một nhà nước liên Ả Rập, nhưng ba nước bất đồng về các điều khoản chi tiết của việc sáp nhập. Năm 1974, ông ký một thoả thuận với Habib Bourguiba của Tunisia về một sự sáp nhập giữa hai nước, nhưng nó cũng không thể diễn ra trên thực tế và sự khác biệt mạnh giữa hai nước dẫn tới tình trạng thù địch.
Libya cũng liên quan tới những vụ tranh chấp và tranh cãi lãnh thổ bạo lực với nước Tchad láng giềng về Dải Aouzou, mà Libya chiếm năm 1973. Cuộc tranh cãi này cuối cùng dẫn tới việc Libya xâm lược Chad và một cuộc xung đột chỉ chấm dứt với một lệnh ngừng bắn năm 1987. Cuối cùng cuộc tranh cãi đã được giải quyết một cách hoà bình vào tháng 6 năm 1994 khi Libya rút quân khỏi Tchad theo một phán quyết của Toà án Công lý Quốc tế ra ngày 13 tháng 2 năm 1994.
Gaddafi đã trở thành một người ủng hộ mạnh mẽ cho Tổ chức Giải phóng Palestine, và việc này đã làm xấu đi quan hệ giữa Libya và Ai Cập, khi vào năm 1979 Ai Cập có một thoả thuận hoà bình với Israel. Khi quan hệ Libya-Ai Cập xấu đi, Gaddafi đã tìm kiếm quan hệ gần gũi hơn với Liên Xô. Libya trở thành quốc gia đầu tiên ngoài khối Xô viết nhận được các máy bay chiến đấu siêu âm MiG-25, nhưng quan hệ Liên Xô-Libya vẫn khá xa cách. Gaddafi cũng tìm cách tăng cường ảnh hưởng của Libya, đặc biệt tại các quốc gia có dân cư Hồi giáo, bằng cách kêu gọi một nhà nước Hồi giáo Saharan và ủng hộ các lực lượng chống chính phủ tại châu Phi hạ Sahara.
Điều đáng chú ý trong chính trị của Gaddafi là việc ông ủng hộ các phong trào giải phóng tự xưng, và cả việc ông hỗ trợ cho các phong trào nổi loạn ở Tây Phi, đáng chú ý là Sierra Leone và Liberia, cũng như các nhóm Hồi giáo. Trong thập niên 1970 và 1980, sự giúp đỡ này thỉnh thoảng tự do đến mức thậm chí các nhóm không có thiện cảm nhất cũng có thể nhận được sự giúp đỡ của Libya; cả các nhóm có tư tưởng khác xa so với Gaddafi. Cách tiếp cận của Gaddafi thường có khuynh hướng trái ngược với ý kiến quốc tế. Trong suốt thập niên 1970, chế độ của ông dính líu vào những âm mưu phá hoại và hoạt động khủng bố tại cả các quốc gia Ả Rập và không Ả Rập. Tới giữa thập niên 1980, ông được hầu hết mọi người ở phương Tây coi là người cung cấp tài chính chính cho chủ nghĩa khủng bố quốc tế. Theo thông báo, Gaddafi là người cung cấp tài chính chính cho "Phong trào Tháng 9 Đen" gây ra vụ thảm sát Munich tại Olympics mùa hè năm 1972, và bị Hoa Kỳ buộc tội chịu trách nhiệm trực tiếp kiểm soát vụ đánh bom vũ trường Berlin năm 1986 làm thiệt mạng 3 người và làm bị thương hơn 200 người, trong đó có một số nhân viên Mỹ. Ông cũng được cho là đã chi tiền cho "Carlos the Jackal" để bắt cóc và sau đó thả một số bộ trưởng dầu mỏ Ả Rập Saudi và Iran. Căng thẳng giữa Libya và phương Tây lên tới đỉnh điểm thời chính quyền Ronald Reagan, với mục đích loại bỏ Gaddafi. Chính quyền Reagan coi Libya là một nhà nước hiếu chiến bởi lập trường không thoả hiệp của họ về vấn đề độc lập của người Palestine, sự ủng hộ của họ cho nhà nước Iran cách mạng trong cuộc chiến năm 1980–1988 chống lại Iraq của Saddam Hussein (xem Chiến tranh Iran–Iraq), và việc họ hỗ trợ các "phong trào giải phóng" ở thế giới thứ ba. Chính Reagan đã gọi Gaddafi là "con chó điên của Trung Đông". Tháng 12 năm 1981, Bộ ngoại giao Hoa Kỳ không cấp các Hộ chiếu Hoa Kỳ cho việc du lịch tới Libya, và vào tháng 3 năm 1982, Hoa Kỳ tuyên bố lệnh cấm nhập khẩu dầu mỏ của Libya  và xuất khẩu tới Libya các sản phẩm công nghệ hoá dầu của Hoa Kỳ; các quốc gia châu Âu cũng nhanh chóng thực hiện điều này.
Libya cũng từng là một nước ủng hộ Mặt trận Polisario trong cuộc chiến của họ chống lại chủ nghĩa thực dân Tây Ban Nha và sự chiếm đóng quân sự Morocco.
Năm 1984, nhân viên cảnh sát Anh Yvonne Fletcher bị bắn bên ngoài Đại sứ quán Libya tại Luân Đôn khi đang giữ trật tự trong một cuộc biểu tình phản đối Gaddafi. Một loạt đạn súng máy từ bên trong toà nhà được cho là đã giết chết cô, nhưng các nhà ngoại giao Libya viện dẫn quyền miễn trừ ngoại giao của mình và bị trục xuất. Vụ việc dẫn tới sự tan vỡ quan hệ ngoại giao giữa Anh Quốc và Libya trong hơn một thập kỷ.
Hoa Kỳ đã tấn công các tàu tuần tra của Libya từ tháng 1 tới tháng 3 năm 1986 vì những xung đột về quyền tiếp cận Vịnh Sidra, mà Libya tuyên bố là lãnh hải. Ngày 15 tháng 4 năm 1986, Ronald Reagan ra lệnh những cuộc ném bom lớn, gọi là Chiến dịch El Dorado Canyon, vào Tripoli và Benghazi giết hại 45 binh sĩ và nhân viên chính phủ Libya và 15 dân thường. Vụ tấn công này diễn ra sau khi Hoa Kỳ chặn được các bức điện tín từ đại sứ quán Libya tại Đông Berlin cho thấy chính phủ Libya dính líu vào một vụ nổ bom ngày 5 tháng 4 tại La Belle discothèque Tây Berlin, một hộp đêm thường có nhiều nhân viên Mỹ lui tới. Trong số những người bị thương vong trong vụ tấn công ngày 15 tháng 4 của Hoa Kỳ có cả con gái nuôi của Gaddafi, Hannah. Libya trả đũa bằng việc bắn hai tên lửa Scud vào trạm hoa tiêu của Lực lượng phòng vệ bờ biển Hoa Kỳ trên hòn đảo Lampedusa của Italia. Các tên lửa rơi xuống biển và không gây thiệt hại.
Cuối năm 1987, một chiếc tàu buôn, MV Eksund, bị chặn lại. Một số lượng lớn vũ khí và chất nổ đã được phát hiện trên boong tàu với dự định cung cấp cho IRA. Tình báo Anh tin rằng đây không phải là lần đầu tiên và các tàu chở vũ khí của Libya đã từng tới được với IRA. (Xem Nhập khẩu vũ khí của IRA.)
Trong hầu hết thập niên 1990, Libya phải chịu cấm vận kinh tế và cô lập ngoại giao, kết quả của việc từ chối cho phép dẫn độ sang Hoa Kỳ hay Anh Quốc hai người Libya bị tình nghi đặt bom trên chuyến bay 103 của Pan Am, đã nổ tung trên bầu trời Lockerbie, Scotland. Với sự trung gian của tổng thống Nam Phi Nelson Mandela – người đã có một cuộc viếng thăm quan trọng tới Gaddafi năm 1997 – và Tổng thư ký Liên hiệp quốc Kofi Annan, Gaddafi vào năm 1999 đã đồng ý một thoả thuận dẫn tới việc giao những kẻ bị nghi ngờ tới Hà Lan để xét xử theo luật Scotland.: Từ thời điểm đó các lệnh cấm vẫn của Liên hiệp quốc được dỡ bỏ, nhưng lệnh cấm vận của Hoa Kỳ vẫn có hiệu lực.
Một âm mưu được cho là của cơ quan tình báo mật của Anh Quốc nhằm ám sát Đại tá Gaddafi, khi những người nổi loạn tấn công đoàn xe của Gaddafi gần thành phố Sirte vào tháng 2 năm 1996, được cựu ngoại trưởng Robin Cook miêu tả là "hoàn toàn tưởng tượng", dù FCO sau này xác nhận: "Chúng tôi chưa bao giờ bác bỏ việc chúng tôi đã biết về các âm mưu chống lại Gaddafi."
Tháng 8 năm 2003, hai năm sau khi Abdelbaset Ali Mohmed Al Megrahi bị kết án, Libya đã viết thư tới Liên hiệp quốc chính thức nhận 'trách nhiệm về những hành động của những quan chức của mình' trong vụ đánh bom Lockerbie và đồng ý trả khoản bồi thường lên tới 2.7 tỷ dollar - hay lên tới 10 triệu dollar mỗi người 0 cho các gia đình 270 nạn nhân. Cùng tháng ấy, Anh Quốc và Bulgaria cùng ủng hộ một nghị quyết của Liên hiệp quốc bãi bỏ các lệnh trừng phạt treo. (Sự tham gia của Bulgaria vào việc này dẫn tới những nghi ngờ rằng nó có liên hệ với Phiên toà HIV tại Libya trong đó 5 y tá người Bulgaria làm việc tại bệnh viện Benghazi, bị buộc tội làm nhiếm HIV cho 426 trẻ em Libya.) Bốn mươi phần trăm khảon bồi thường sau đó được trả cho mỗi gia đình, và 40% được trả tiếp khi các biện pháp cấm vận của Hoa Kỳ được dỡ bỏ. Vì Hoa Kỳ từ chối loại Libya ra khỏi danh sách Nhà nước hỗ trợ Khủng bố, Libya giữ lại 20% ($540 triệu) trong tổng số $2.7 tỷ tiền bồi thường. Tháng 10 năm 2008 Libya trả $1.5 tỷ cho một quỹ được sử dụng để bồi thường cho các gia đình của
1. Các nạn nhân vụ đánh bom Lockerbie với 20% còn lại;
2. Các nạn nhân người Mỹ trong vụ đánh bom vũ trường Berlin năm 1986;
3. Các nạn nhân người Mỹ của vụ đánh bom Chuyến bay 772 UTA năm 1989; và,
4. Các nạn nhân người Libya của vụ Hoa Kỳ ném bom Tripoli và Benghazi năm 1986.

Vì thế, Tổng thống Bush đã ký một nghị định hành chính khôi phục sự miễn trừ cho chính phủ Libya với các vụ kiện liên quan tới khủng bố và bãi bỏ mọi trường hợp kiện tụng đòi bồi thường đang còn treo ở Hoa Kỳ, Nhà Trắng nói.
Ngày 28 tháng 6 năm 2007, Megrahi được trao quyền với một phiên phúc thẩm thứ hai chống lại việc kết án vụ đánh bom Lockerbie. Một tháng sau, các bác sĩ người Bulgari được thả khỏi nhà tù ở Libya. Họ trở về Bulgaria và được tổng thống nước này, Georgi Parvanov, ân xá.
Việc Gaddafi chào mừng sự trở lại năm 2009 của kẻ đánh bom Lockerbie Megrahi, người đã được thả khỏi nhà tù vì các lý do nhân đạo, đã dẫn tới sự chỉ trích từ các lãnh đạo phương Tây và đã phá vỡ chuyến thăm đầu tiên của ông tới Hoa Kỳ để tham dự một Kỳ họp của Đại hội đồng Liên hiệp quốc. Gaddafi thường sống trong một chiếc lều khi đi lại, nhưng các kế hoạch dựng một chiếc lều ở Công viên Trung tâm và trên tài sản của chính phủ Libya tại Englewood, New Jersey trong thời gian Gaddafi ở lại tại Liên hiệp quốc bị cả cộng đồng lãnh đạo phản đối và sau đó Gaddafi đã huỷ bỏ. Cuối cùng chiếc lều của ông được đặt ở một khu bất động sản thuộc sở hữu của Donald Trump tại Bedford.
Ngày 23 tháng 9 năm 2009 là lần đầu tiên Gaddafi xuất hiện trước Đại hội đồng Liên hiệp quốcnơi ông gặp gỡ các lãnh đạo thế giới tại một cuộc họp thường niên ở New York. Tuy vị lãnh đạo Libya yêu cầu đại diện cho Liên minh châu Phi, sử dụng cơ hội này để lên án cơ cấu của Liên hiệp quốc nói rằng cơ quan đại diện 15 thành viên là "chủ nghĩa phong kiến an ninh" với những nước đã có một ghế thường trực. Sự xuất hiện của nhà lãnh đạo Libya gây ra cả những cuộc biểu tình ủng hộ và phản đối Gaddafi.

### Mở cửa
"Trong bốn thập kỷ làm 'Lãnh đạo Anh em' của Libya, Đại tá Muammar Gaddafi đã chuyển từ một mẫu hình từ nhân vật cách mạng sang một chính khách kỳ cục với quan hệ hoàn toàn tốt đẹp với phương Tây."— David Blair, biên tập mảng ngoại giao của tờ The Daily Telegraph 

Gaddafi có lẽ cũng đang cố gắng cải thiện hình ảnh ở phương Tây. Hai năm trước các vụ khủng bố ngày 11 tháng 9 năm 2001, Libya đã cam kết chiến đấu chống Al-Qaeda và đề nghị công khai chương trình vũ khí của mình cho sự giám sát quốc tế. Chính quyền Clinton không theo đuổi đề nghị này ở thời điểm đó bởi chương trình vũ khí của Libya khi ấy không bị coi là một mối đe doạ, và việc bàn giao các nghi phạm vụ đánh bom Lockerbie là ưu tiên hàng đầu. Sau vụ khủng bố ngày 11 tháng 9, Gaddafi đã thực hiện một trong những lời tố cáo đầu tiên, và mạnh mẽ nhất với những kẻ đánh bom Al-Qaeda so với bất kỳ một lãnh đạo Hồi giáo nào khác. Gaddafi cũng đã xuất hiện trên kênh ABC cho một cuộc phỏng vấn mở với George Stephanopoulos, một động thái từng được cho là không thể diễn ra chỉ chưa tới một thập kỷ trước.
Sau khi các lực lượng Hoa Kỳ lật đổ Saddam Hussein năm 2003, Gaddafi thông báo rằng quốc gia của ông có một chương trình vũ khí huỷ diệt hàng loạt, nhưng muốn cho phép các thanh sát viên quốc tế giám sát và tiêu huỷ chúng. Tổng thống Hoa Kỳ George W. Bush và những người khác ủng hộ cuộc Chiến tranh Iraq coi tuyên bố của Gaddafi là một hậu quả trực tiếp của cuộc Chiến tranh Iraq khi nói rằng Gaddafi hành động như vậy bởi lo ngại cho tương lai chế độ của ông nếu ông tiếp tục che đậy các chương trình vũ khí của mình. Thủ tướng Italia Silvio Berlusconi, một người ủng hộ cuộc Chiến tranh Iraq, được trích dẫn đã nói rằng Gaddafi đã đích thân gọi điện thoại cho ông, chấp nhận như vậy. Tuy nhiên, nhiều chuyên gia về chính sách cho rằng thông báo của Gaddafi chỉ đơn giản là một sự tiếp nối của những nỗ lực được ưu tiên của ông nhằm bình thường hoá quan hệ với phương Tây và để dỡ bỏ các lệnh cấm vận. Để ủng hộ điều này, họ chỉ ra thực tế rằng Libya đã có những đề xuất thương tự từ bốn năm trước khi nó cuối cùng được chấp nhận. Các thanh sát viên quốc tế đã tìm thấy nhiều tấn vũ khí hoá học tại Libya, cũng như một chương trình vũ khí hạt nhân đang hoạt động. Khi quá trình phá huỷ các loại vũ khí này đang diễn ra, Libya đã cải thiện sự hợp tác của mình với các cơ quan thanh sát quốc tế tới mức, vào tháng 3 năm 2006, Pháp đã có thể ký một thoả thuận với Libya để phát triển một chương trình năng lượng hạt nhân lớn.

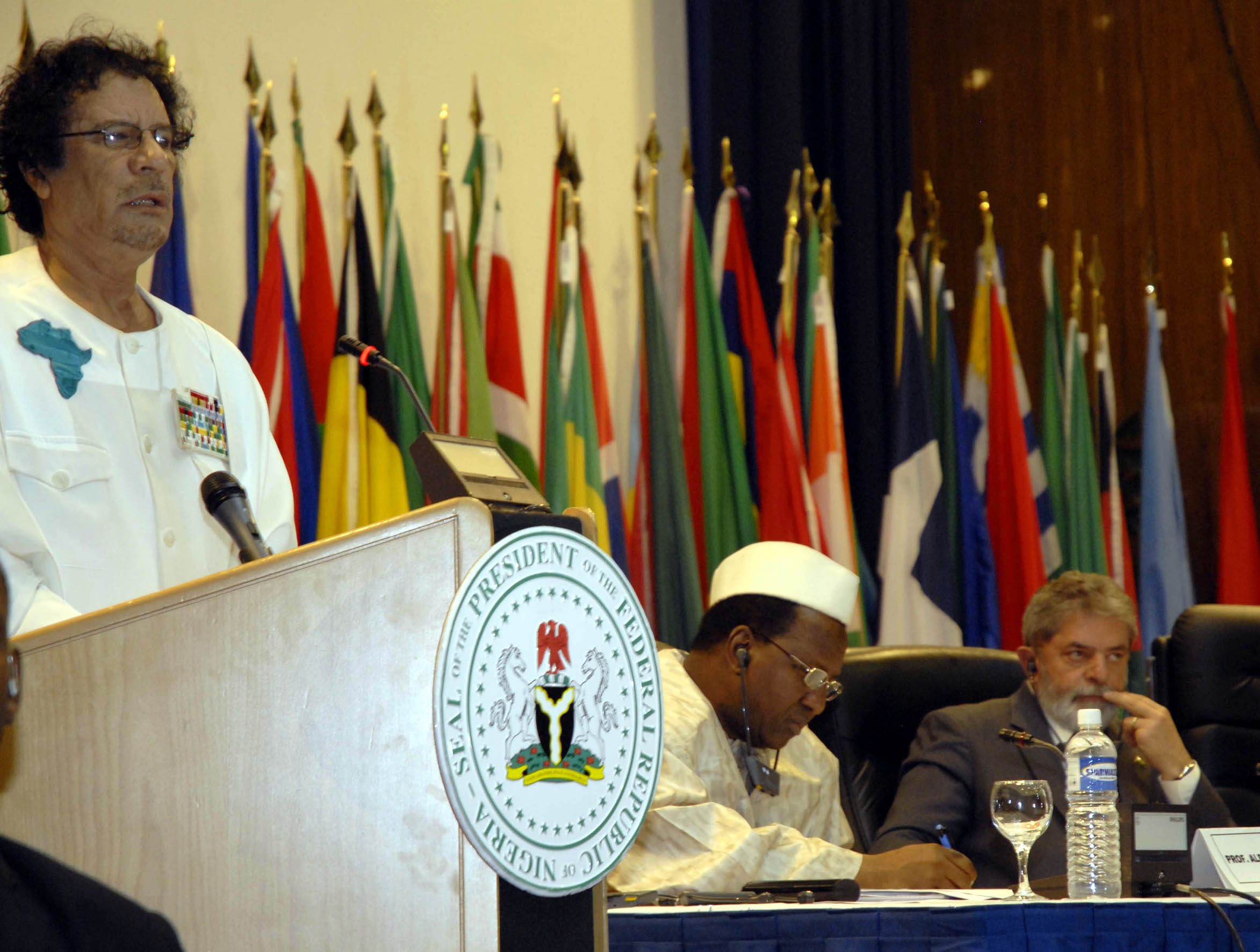
Al-Gaddafi và cuộc hội nghị với tổng thống Brasil ở Nigeria

Tháng 3 năm 2004, Thủ tướng Anh Tony Blair trở thành một trong những lãnh đạo phương Tây đầu tiên trong nhiều thập kỷ tới thăm Libya và công khai gặp gỡ Gaddafi. Blair ca ngợi các hành động gần đó của Gaddafi, và nói rằng ông hy vọng Libya khi ấy đã có thể là một đồng minh mạnh trong Cuộc chiến chống chủ nghĩa khủng bố trên toàn cầu. Trước cuộc viếng thăm của Blair, Đại sứ Anh tại Tripoli, Anthony Layden, đã giản thích sự thay đổi chính trị của Libya và Gaddafi như sau:
"35 năm nhà nước kiểm soát toàn bộ nền kinh tế đã để lại một tình trạng theo đó họ không thể tạo ra đủ hoạt động kinh tế để cung cấp việc làm cho thanh niên, những người đang tốt nghiệp sau khi trải qua các cấp bậc giáo dục. Tôi nghĩ tình trạng này là trung tâm dẫn tới quyết định của Đại tá Gaddafi rằng ông cần một sự thay đổi căn bản về định hướng."
Ngày 15 tháng 5 năm 2006, Bộ ngoại giao Hoa Kỳ thông báo rằng họ sẽ tái lập hoàn toàn quan hệ ngoại giao với Libya, một khi Gaddafi tuyên bố rằng ông ta đang từ bỏ chương trình vũ khí huỷ diệt hàng loạt của Libya. Bộ ngoại giao cũng nói rằng Libya cần được loại ra khỏi danh sách các nhà nước hỗ trợ chủ nghĩa khủng bố. Tuy nhiên, ngày 31 tháng 8 năm 2006, Gaddafi đã công khai kêu gọi những người ủng hộ mình "giết những kẻ thù" những người đang đòi hỏi thay đổi chính trị.
Tháng 7 năm 2007, Tổng thống Pháp Nicolas Sarkozy đã tới thăm Libya và ký một số thoả thuận song phương và đa phương (EU) với Gaddafi.
Ngày 4 tháng 3 năm 2008 Gaddafi thông báo ý định giải tán cơ cấu hành chính đang có trong nước và chi trực tiếp khoản thu từ dầu mỏ cho người dân. Kế hoạch này gồm việc xoá bỏ tất cả các bộ, ngoại trừ bộ quốc phòng, an ninh nội địa, và ngoại giao, và các sở thực hiện các dự án chiến lược.
Tháng 9 năm 2008, Ngoại trưởng Hoa Kỳ Condoleezza Rice đã tới thăm Libya và gặp gỡ với Gaddafi như một phần của chuyến công du Bắc Phi. Đây là chuyến thăm đầu tiên tới Libya của một ngoại trưởng Mỹ từ năm 1953.
Tháng 1 năm 2009, Gaddafi đã có một bài xã luận trên tờ New York Times, nói rằng ông ủng hộ giải pháp một nhà nước cho các cuộc xung đột Israel và Palestine và mong đợi một tương lai duy nhất về sự đồng văn hoá và tôn trọng lẫn nhau.

### Hợp tác với Ý
Ngày 30 tháng 8 năm 2008, Gaddafi và Thủ tướng Ý Silvio Berlusconi đã ký một hiệp ước hợp tác lịch sử tại Benghazi. Theo các điều khoản của nó, Ý sẽ trả 5 tỷ dollar cho Libya làm khoản tiền bồi thường cho sự chiếm đóng quân sự trước đó của họ. Đổi lại, Libya sẽ thực hiện các biện pháp chống nhập cư trái phép từ các bờ biển nước mình và tăng cường các khoản đầu tư vào các công ty Ý. Hiệp ước được phía Italia phê chuẩn ngày 6 tháng 2 năm 2009, và bởi phía Libya ngày 2 tháng 3, trong một chuyến thăm tới Tripoli của Berlusconi. Trong tháng 6 Gaddafi đã thực hiện chuyến thăm đầu tiên tới Roma, và gặp thủ tướng Berlusconi, Tổng thống Giorgio Napolitano và Chủ tịch Thượng viện Renato Schifani; Chủ tịch Hạ viện Gianfranco Fini đã huỷ bỏ buổi gặp bởi sự chậm trễ của Gaddafi. Đảng Dân chủ và Italy of Values phản đối cuộc viếng thăm, và nhiều cuộc tuần hành đã diễn ra trên khắp Italia bởi các tổ chức nhân quyền và Đảng Cấp tiến. Gaddafi cũng tham gia vào cuộc họp thượng đỉnh lần thứ 35 của G8 tại L'Aquila vào tháng 7 với tư cách Chủ tịch của Liên minh châu Phi. Trong cuộc họp một cú bắt tay giữa Tổng thống Hoa Kỳ Barack Obama và Muammar Gaddafi đã diễn ra (lần đầu tiên lãnh đạo Libya được chào đón bởi một Tổng thống đương nhiệm của Hoa Kỳ), sau đó tại bữa ăn tối chính thức của hộ nghị thượng đỉnh do Tổng thống Giorgio Napolitano mời các lãnh đạo Hoa Kỳ và Libya đã làm đảo lộn buổi lễ và ngồi bên cạnh Thủ tướng Ý và cũng là chủ nhà của G8, Silvio Berlusconi. (Theo nghi lễ, Gaddafi phải ngồi sau Berlusconi ba ghế).

### Thuyết liên châu Phi
Gaddafi cũng đã xuất hiện như một lãnh đạo được biết tới ở châu Phi. Là một trong những người có thời gian cầm quyền lâu nhất châu lục ở thời hậu thuộc địa, nhà lãnh đạo Libya đã có danh tiếng trong nhiều người châu Phi như một chính khách có kinh nghiệm và khôn ngoan từng ở tuyến đầu trong nhiều cuộc đấu tranh trong nhiều năm. Gaddafi đã được Nelson Mandela và nhiều người khác ca ngoại, và luôn là một nhân vật nổi bật trong nhiều tổ chức liên châu Phi, như Tổ chức Thống nhất châu Phi (hiện đã được thay thế bởi Liên minh châu Phi). Tháng 2 năm 2009, ngay khi ông được bầu làm chủ tịch Liên minh châu Phi tại Ethiopia, Gaddafi đã phát biểu trước hội đồng các lãnh đạo châu Phi: "Tôi sẽ tiếp tục nhấn mạnh rằng các quốc gia có chủ quyền của chúng ta sẽ làm việc để thành lập Hợp chúng quốc châu Phi."
Gaddafi cũng được nhiều người châu Phi coi là một nhà nhân đạo, đã rót những khoản tiền lớn vào các quốc gia châu Phi hạ Sahara. Một số lượng lớn người châu Phi đã tới Libya để kiếm việc làm tại đây.
Những quan điểm của ông về sự thống nhất chính trị và quân sự của châu Phi đã nhận được sự hồi đáp khá thờ ơ từ các chính phủ châu Phi khác. Ngày 29 tháng 8 năm 2008, Gaddafi đã tổ chức một buổi lễ lớn tại Benghazi trong đó ông tự trao cho mình danh hiệu "Vua của mọi nhà Vua của châu Phi" với hơn 200 vị vua và nhà cai trị truyền thống của châu Phi như một phần của một nỗ lực thúc đẩy các lãnh đạo nhà nước và chính phủ châu Phi cùng gia nhập với Gaddafi hướng tới một sự liên kết chính trị lớn hơn; tiếp theo sự kiện này ngày 1 tháng 2 năm 2009 là lễ đăng quang tại Addis Ababa, Ethiopia diễn ra đồng thời với Hội nghị thượng đỉnh lần thứ 53 của Liên minh châu Phi, tại đó ông được bầu làm lãnh đạo của Liên minh châu Phi trong năm. Tuy nhiên, cuộc họp tháng 1 năm 2009 của ông với các vị vua châu Phi đã bị chính phủ Uganda huỷ bỏ (Uganda là nước đăng cai), bởi việc mời các vị vua cai trị truyền thống tới đàm phán các vấn đề chính trị là trái với hiến pháp hiện tại của Uganda, và theo người phát ngôn của bộ ngoại giao Uganda James Mugume, sẽ dẫn tới tình trạng bất ổn.
Danh hiệu "Vua của các ông Vua" đã được Gaddafi lặp lại tại Hội nghị Thượng đỉnh Liên đoàn Ả Rập năm 2009, tại đó ông tuyên bố mình là Vua của những ông Vua, "lãnh đạo của các lãnh đạo Ả Rập" và "lãnh tụ của người Hồi giáo" trong bài chỉ trích Vua Abdullah của Ả Rập Saudi trước khi ra khỏi hội nghị.
Mặc dù những tuyên bố của ông về lo ngại với nguồn gốc châu Phi của mình, Gaddafi cũng thường thể hiện sự công khai khinh miệt với một số người châu Phi sống tại Libya, người Berbers, và vớingôn ngữ của họ, cho rằng sự tồn tại của người Berbers ở Bắc Phi là một truyền thuyết do những kẻ thực dân bịa ra. Ông đã thông qua các biện pháp ngăn cấp việc sử dụng tiếng Berber, và thường lên án ngôn ngữ này trong các bài phát biểu chính thức, với những lời như: "Nếu mẹ bạn trao cho bạn ngôn ngữ này, bà đã nuôi dưỡng bạn với nguồn sữa của kẻ thực dân, bà đã nuôi nấng bạn với thuốc độc của chúng" (1985).

### NATO của phương Nam
Tháng 9 năm 2009, tại một cuộc họp thượng đỉnh Nam Mỹ-Châu Phi tại Isla Margarita ở Venezuela, Đại tá Gaddafi cùng với tổng thống nước chủ nhà Hugo Chávez, kêu gọi một mặt trận "chống đế quốc" trên khắp châu Phi và Mỹ Latin. Gaddafi đề nghị thành lập một Tổ chức Hiệp ước Nam Đại Tây Dương đối đầu với NATO, nói: "Các cường quốc thế giới muốn tiếp tục giữ quyền lực của họ. Bây giờ chúng ta phải chiến đấu để xây dựng quyền lực của riêng chúng ta."

### Bài phát biểu trước Đại hội đồng Liên hiệp quốc
Ngày 23 tháng 9 năm 2009, Đại tá Gaddafi đã tham dự kỳ họp lần thứ 64 của Đại hội đồng Liên hiệp quốc tại New York, chuyến thăm đầu tiên của ông tới Hoa Kỳ, một phần bởi một nhà ngoại giao Libya, Ali Treki, vừa trở thành chủ tịch Đại hội đồng nhiệm kỳ 2009-10. Gaddafi đã phát biểu trong 1 giờ và 36 phút.
Một bản dịch bài phát biểu của Jamahiriya News Agency (JANA) cơ quan thông tin chính thức của Libya, có ở đây.
Gaddafi đã ca ngợi lời mở đầu của Hiến chương Liên hiệp quốc, nhưng lên án nhiều đoạn trong phần còn lại của Hiến chương; và chỉ trích Liên hiệp quốc vì đã không thể ngăn chặn 65 cuộc chiến, và mời Đại hội đồng điều tra các cuộc chiến tranh không được Hội đồng Bảo an cho phép, và những người chịu trách nhiệm phải được đưa ra trước Toà án Tội phạm Quốc tế.
Sau bài phát biểu của Đại tá Gaddafi, trong đó ông chỉ trích Hội đồng Bảo an Liên hiệp quốc (UNSC) gọi nó là "Hội đồng Khủng bố", Gaddafi đã không thể tham dự một cuộc họp đặc biệt của các lãnh đạo nhà nước Hội đồng Bảo an ngày 24 tháng 9 năm 2009, khi một lời kêu gọi cho một nghị quyết giảm số lượng vũ khí hạt nhân được hoàn toàn tán thành.

## Các dự án công cộng

### Sông Đại Manmade
Đây là mạng lưới đường ống và cầu cạn ngầm lớn nhất thế giới. Nó gồm hơn 1300 giếng, hầu hết sâu hơn 500 mét, và cung cấp 6.500.000 m³ nước sạch mỗi ngày từ dưới Sa mạc Sahara cho các thành phố ở phía bắc, vùng Benghazi trên bờ biển Địa Trung Hải, Tripoli, Benghazi, Sirt và những nơi khác. Những tầng ngậm nước này chứa những khối lượng nước sạch lớn bị bẫy trong các vỉa phía dưới từ 38.000 tới 14.000 năm trước, dù một số túi nước chỉ 7.000 năm tuổi.
Việc xây dựng giai đoạn 1 bắt đầu năm 1984, và có chi phí khoảng 5 tỷ dollar. Toàn bộ dự án có giá trị $25 tỷ.
Muammar al-Gaddafi đã miêu tả nó là "Kỳ quan thứ tám của thế giới" và coi dự án là một món quà cho Thế giới thứ ba.

### Quan sát thiên văn
Libya, quốc gia quê hương của Eratosthenes của Cyrene, sinh tại Shahhat ngày nay, nhà thiên văn học cổ và là lãnh đạo quản thủ thư viện tại Đại thư viện Alexandria, cũng sẽ là nơi đặt đài thiên văn lớn nhất Bắc Phi.
Dự án Kính thiên văn Quốc gia Libya có chi phí gần 10 triệu euro, được thực hiện theo lệnh của Muammar al-Gaddafi, người rất quan tâm tới thiên văn học.
Được chế tạo bởi REOSC của Pháp, cơ sở quang học của SAGEM Group, kính viễn vọng tự động sẽ có đường kính hai mét và được điều khiển từ xa. Một địa điểm có thể xây dựng trong sa mạc ở độ cao 2200 mét trên mực nước biển gần Kufra có thể được lựa chọn.
Nó sẽ được đặt trong một toà nhà có điều hoà nhiệt độ, với một mạng lưới bốn trạm quan trắc thời tiết được triển khai ở khoảng cách 10 km xung quanh để cảnh báo về các trận bão cát có thể làm hỏng thấu kính mỏng manh của nó.

## Đời sống cá nhân và gia đình
Gaddafi có tám con, bảy người trong số đó là con trai. Con trai lớn nhất của ông, Muhammad al-Gaddafi, là con một người vợ hiện đã bị ghẻ lạnh, nhưng là người điều hành Ủy ban Olympic Libya. Con thứ hai với bà vợ thứ hai là Saif al-Islam Muammar Al-Gaddafi, sinh năm 1972 và là một kiến trúc sư. Ông lãnh đạo một cơ sở từ thiện (GIFCA) đã tham gia vào cuộc đàm phán trả tự do cho các con tin bị các chiến binh Hồi giáo bắt giữ, đặc biệt tại Philippines. Năm 2006, sau khi chỉ trích mạnh mẽ chế độ của cha mình, Saif Al Islam đã rời Libya một thời gian ngắn, được cho là để giữ một chức vụ trong lĩnh vực ngân hàng bên ngoài đất nước. Ông quay trở lại Libya ngay sau đó, đưa ra một sáng kiến bảo vệ môi trường để dạy trẻ em cách làm sạch các vùng tại Libya. Ông đã tham gia vào các cuộc đàm phán bồi thường với Italia và Hoa Kỳ. Người con thứ ba, Saadi Gaddafi, cưới con gái của một chỉ huy quân đội. Saadi điều hành Liên đoàn Bóng đá Libya và đã ký hợp đồng với nhiều đội bóng chuyên nghiệp gồm cả đội bóng thuộc Serie A Italia U.C. Sampdoria, dù không xuất hiện trong các trận đấu. Người con thứ tư của Gaddafi, Moatessem-Billah Gaddafi, là một trung tá trong quân đội Libya.
Ông đã bỏ trốn tới Ai Cập sau khi bị cho là chỉ huy một âm mưu được Ai Cập hỗ trợ để thực hiện đảo chính chống lại cha mình. Gaddafi đã tha thứ cho Moatessem và ông đã quay trở lại Libya và hiện giữ chức cố vấn an ninh quốc gia và lãnh đạo đơn vị của riêng mình bên trong quân đội. Saif Al Islam và Moatessem-Billah đều được coi là người có khả năng lên kế vị cha.
Người con thứ năm, Motassim Bilal (Hannibal) Gaddafi, từng làm việc cho General National Maritime Transport Company, một công ty chuyên về xuất khẩu dầu mỏ của Libya. Ông nổi tiếng nhất vì liên quan tới một loạt các vụ việc bạo lực ở khắp châu Âu. Năm 2001, Hannibal đã tấn công ba cảnh sát Italia với một bình cứu hoả; tháng 9 năm 2004, ông bị giữ trong một thời gian ngắn sau khi lái chiếc Porsche với tốc độ 90 mph ngược chiều và vượt nhiều đèn đỏ trên đại lộ Champs-Élysées khi đang say rượu; và năm 2005, Hannibal bị cho là đã đánh người mẫu và sau đó là bạn gái Alin Skaf, người sau này đã có một vụ kiện chống lại ông.
Ngày 15 tháng 7 năm 2008, Hannibal và vợ bị giữ trong hai ngày vì liên quan tới việc tấn công hai nhân viên của mình tại Geneva, Thuỵ Sĩ và sau đó được thả theo bảo lãnh ngày 17 tháng 7. Chính phủ Libya sau đó đã tẩy chay việc nhập khẩu từ Thụy Sĩ, giảm các chuyến bay giữa Libya và Thuỵ Sĩ, ngừng cấp visa cho các công dân Thuỵ Sĩ, triệu hồi các nhân viên ngoại giao từ Bern, và buộc mọi công ty Thuỵ Sĩ như ABB và Nestlé phải đóng cửa văn phòng. General National Maritime Transport Company, sở hữu một nhà máy lọc dầu lớn ở Thuỵ Sĩ, cũng tạm dừng các chuyến tàu chở dầu tới Thuỵ Sĩ. Hai doanh nhân Thuỵ Sĩ đang ở Libya từ thời điểm ấy, từ đó, vẫn bị từ chối cho phép rời nước này. Tại cuộc họp thượng đỉnh thứ 35 G8 tháng 7 năm 2009, Gaddafi đã gọi Thuỵ Sĩ là "mafia thế giới" và kêu gọi phân chia nước này giữa Pháp, Đức và Italia.
Hai con trai nhỏ nhất của Gaddafi là Saif Al Arab và Khamis, người là một sĩ quan cảnh sát tại Libya.
Con gái duy nhất của Gaddafi là Ayesha al-Gaddafi, một luật sư và đã tham gia vào đội luật sư bảo hộ cho cựu lãnh đạo Iraq Saddam Hussein. Bà lấy một người cháu họ của cha năm 2006.
Gaddafi có một người con gái nuôi, Hanna, bị giết hại trong vụ Hoa Kỳ ném bom Libya năm 1986. Tại một cuộc "hoà nhạc vì hoà bình", tổ chức ngày 15 tháng 4 năm 2006 tại Tripoli để kỷ niệm lần thứ 20 ngày diễn ra vụ ném bom, ca sĩ người Mỹ Lionel Richie đã nói với khán giả:
"Hanna sẽ được vinh danh tối nay bởi sự thật là bạn đã gán hoà bình vào tên của cô."
Con trai út của Gaddafi và vài người cháu được cho là đã chết trong một cuộc không kích của NATO nhằm vào dinh thự của ông ta ở Tripoli năm 2011.
Tháng 1 năm 2002, Gaddafi mua 7.5% cổ phần của câu lạc bộ bóng đá Ý Juventus với giá 21 triệu USD, thông qua Lafico ("Libyan Arab Foreign Investment Company"). Điều này diễn ra sau một giai đoạn liên kết dài với nhà công nghiệp người Ý Gianni Agnelli và công ty sản xuất ô tô Fiat.
Gaddafi có một bằng tiến sĩ danh dự của Đại học Megatrend tại Belgrade được trao cho ông bởi cựu Tổng thống Nam Tư Zoran Lilić.
Gaddafi mang theo chiếc lều Bedouin mỗi khi công cán, và năm 2007, ông dựng lều trên sân của một khách sạn 5 sao ở Paris rồi cho lạc đà của mình đi lang thang. Gaddafi từng gửi một bản kiến nghị lên Liên Hợp Quốc đòi hủy bỏ Thụy Sĩ và cấm cửa tất cả các hãng của Thụy Sĩ ở Libya và cấm nhập khẩu, hủy bỏ các chuyến bay và bắt giữ các thương gia Thụy Sĩ ở Tripoli bởi vì con trai Hannibal 33 tuổi của ông ta bị bắt ở Geneva vì tấn công một nữ phục vụ phòng khách sạn.

### Câu nói nổi tiếng
Kênh truyền hình Al Arabiya dẫn lời Gaddafi: "Những kẻ nào không yêu tôi thì đều không đáng sống".
"Tôi là một nhà lãnh đạo quốc tế, là lãnh đạo của các lãnh đạo Ảrập, vua của các vị vua châu Phi và là lãnh tụ của chủ nghĩa Hồi giáo. Vị thế quốc tế của tôi không cho phép tôi ở một vị trí thấp hơn". (Nói sau cuộc họp thượng đỉnh của các nước Ảrập ở Qatar).
"Không có nước nào có một nền dân chủ, ngoại trừ Libya trên khắp hành tinh này".
Đại tá Gaddafi cũng từng xé một bản sao Hiến chương Liên Hợp Quốc, nói Hội đồng Bảo an là một cơ quan khủng bố giống như Al-Qaeda, yêu cầu các nước đế quốc từng xâm lược châu Phi bồi thường 7,7 nghìn tỷ USD cho các nước thuộc địa cũ.

### Tài sản cá nhân
WikiLeaks từng tiết lộ một công hàm của Bộ ngoại giao Mỹ cho biết, chính phủ Libya dưới thời Gaddafi có 2% cổ phần tại hãng xe hơi Ý Fiat, 15% cổ phần tại Công ty dầu mỏ Tamoil, 7,5% cổ phần trong Câu lạc bộ bóng đá Juvetus, 3,27% cổ phần tại tờ Thời báo Tài chính uy tín. Tại Anh, gia đình Gaddafi sở hữu một biệt thự trị giá hơn 16 triệu USD ở bắc Luân Đôn, tòa nhà Portman rộng 13.615 m2 ở Oxford Street, nhiều cửa hàng, văn phòng ở khu West End thuộc thành phố này cùng một biệt thự tiện nghi ở New Georgia. Ở Mỹ, Gaddafi là chủ của một biệt thự tại Englewood (New Jersey) - khu vực bất động sản đắt đỏ bậc nhất nước này.
Các nguồn phương Tây cáo buộc Gaddafi đã thông qua Ngân hàng nước ngoài Ả Rập, thuộc Ngân hàng trung ương Libya, để mua 7.065 ha đất ở Andalucia (Tây Ban Nha) rồi cho xây một sân golf 18 lỗ cùng khoảng 2.000 ngôi nhà trên diện tích này. Ngoài số lượng tiền mặt, kim cương, vàng trị giá 1,4 tỉ USD nhiều khả năng đang nằm tại Nam Phi, Gaddafi được cho là có các tài khoản USD khoảng 19 tỉ ở Anh, 32 tỉ ở Mỹ, 9 tỉ ở Ý, 3,6 tỉ ở Canada, 2,5 tỉ ở Áo và 1 tỉ ở Thụy Sĩ. Tuy nhiên, những tài khoản này hiện đã bị nước sở tại phong tỏa. Người ta còn đồn đoán rằng, các thành viên gia đình ông này đã mang kha khá tài sản theo cùng khi sang trú ẩn tại quốc gia láng giềng Algérie, nơi mà vợ, một số con cái và cháu Gaddafi đang trú ẩn.
Một vài quốc gia châu Phi từng ủng hộ Gaddafi thì không đồng ý cho hồi hương toàn bộ khối tài sản bị đóng băng của ông này bởi nó có thể sẽ ảnh hưởng tới nền kinh tế của họ. Nhà phân tích tài chính Mohammed Haraba nhận định rằng nhiều khả năng các tài sản bí mật được gia đình Gaddafi cất giữ hoặc do trung gian che giấu sẽ không bao giờ được tìm ra. "Gaddafi đã dành nhiều năm để làm những việc mà giới siêu giàu thế giới đã làm - giấu tiền. Tiền có thể ở trong các tổ chức tài chính phương Tây, cũng có thể ở trong tay những nước đồng minh cũ như Algérie, Syria, thậm chí Zimbabwe".
Một số nguồn tin an ninh Nga nhận định rằng núi tiền khổng lồ 200 tấn trị giá lên tới 29 tỉ USD đang bị bỏ rơi một cách bí ẩn ở sân bay Sherremetyevo (Moskva) có thể là một phần tài sản của ông Gaddafi tẩu tán ra nước ngoài.
Tuy nhiên các con số trên chưa được chứng minh là sự thật. Thực tế, con số 200 tỷ USD được gán cho Gaddafi thực chất là số tiền thuộc sở hữu hợp pháp của các tổ chức nhà nước như Ngân hàng Trung ương Libya và Cơ quan Đầu tư Libya, quỹ tài sản có chủ quyền của Libya. Do đó, các quỹ của Libya dưới thời Gaddafi cũng tương tự như các quỹ tài sản có chủ quyền của các nước khác. Liên minh châu Âu cũng thông báo ít nhất 30 tỷ USD các khoản đầu tư của Libya đã bị phong tỏa trên khắp lục địa và cùng đồng thuận rằng hàng tỷ tiền đầu tư của chính phủ Libya ở nước ngoài không phải là tài sản cá nhân của Gaddafi.

### Đội cận vệ đồng trinh
Gaddafi luôn mang theo bên mình đội "nữ vệ sĩ đồng trinh" xinh đẹp. Các cô vệ sĩ này được huấn luyện cực kỳ gắt gao, có sức khỏe tốt, biết sử dụng thành thạo tất cả các loại vũ khí hiện đại, và luôn mang theo súng trường tự động Kalashnikov. Họ nổi bật bởi những trang phục thời trang, màu móng tay sơn cùng màu với báng súng, đi giày cao gót.
Năm 1998, khi ông Gaddafi bị một nhóm phần tử Hồi giáo phục kích, một nữ cận vệ đã lấy thân mình che chắn cho ông và đã hi sinh. Một số nữ cận vệ khác bị thương.
Những nữ vệ sĩ này nói rằng họ sẽ không bao giờ lập gia đình vì họ đã nguyện hiến dâng cả cuộc đời cho chủ nhân của mình là ông Gaddafi. Cô Fatia, một vệ sĩ thực tập 27 tuổi ở thủ đô Tripoli, từng nói: "Không có ông ấy, phụ nữ ở Libya chẳng là gì. Ông ấy cho chúng tôi cuộc sống. Tôi sẵn sàng chết vì ông ấy. Ông ấy là cha, là anh trai và là một người bạn mà các bạn có thể tin cậy"..
Trong cuộc nổi dậy ở Libya năm 2011, đội vệ nữ này bỗng nhiên biến mất, thay vào đó là các nam vệ sĩ.

### Trình diễn
Tháng 9 năm 2006, tại ENO ở Luân Đôn, ban nhạc điện tử tại Anh Asian Dub Foundation đã sáng tác và thực hiện sáu buổi trình diễn của một show do Channel 4 đặt hàng và dựa trên câu chuyện của Gaddafi, được gọi là "Gaddafi: A Living Myth". Vai chính do Ramon Tikaram đảm nhiệm. Cuốn sách của Shan Khan và đạo diễn bởi David Freeman. Dù những lời chỉ trích nói chung không thuận lợi trên báo chí tiếng Anh, nhưng các bài viết trên báo chí Hồi giáo có đánh giá tích cực hơn.

### Tem bưu chính
Bưu chính Libya (Công ty Bưu chính và Truyền thông GPTC) đã cho xuất bản nhiều loại tem bưu chính (tem, ảnh lưu niệm, văn phòng phẩm bưu chính, sách nhỏ, vân vân) gồm cả chủ đề về Muammar al-Gaddafi. Lần xuất bản đầu tiên là một ảnh lưu niệm kỷ niêm 6 năm cuộc Cách mạng tháng 9 năm 1975 (ref. Scott catalogue n.583 – Michel catalogue block 18).

### Cải đạo Hồi cho thiếu nữ Ý
Gaddafi yêu cầu một cơ quan bảo vệ cung cấp cho ông ta 500 'người đẹp nước Ý' đến dự buổi dạ hội để ông ta cải đạo cho họ theo Hồi giáo. Gaddafi còn đòi hỏi các cô phải trong khoảng từ 18 đến 35 tuổi, không mặc váy ngắn nhưng giày cao gót thì không sao. Ngày 15 tháng 11, 2009, các cô đều chưng diện đẹp đẽ và được cho biết phải đến tập trung ở một khách sạn tại trung tâm thủ đô Roma, nơi Gaddafi đang dự cuộc họp thượng đỉnh về an ninh thực phẩm thế giới, trước khi được đưa đến tư thất của đại sứ Lybia.
Các cô phần lớn đều tóc vàng hoặc nâu, mang giày cao gót, vớ dài, áo choàng phủ quá gối, nối đuôi đi qua trạm kiểm soát. Nhiều người bị loại ngay vì bị cho là ăn mặc không đúng cách hoặc quá lùn. Một khi đã vào bên trong và sau hơn một giờ bị trì hoãn, Gaddafi đến bằng xe và giảng cho các cô nghe về tính ưu việt của Hồi giáo. Ông ta giảng về kinh Koran và tặng mỗi cô một cuốn kinh, cùng cuốn Sách Xanh có chữ ký của ông. Cuốn này nói về triết lý dân chủ và chính trị, do Gaddafi viết vào năm 1975. Cả hai cuốn dĩ nhiên đều được dịch qua tiếng Ý.
Buổi lễ dành riêng cho phụ nữ này được tổ chức cùng lúc phu nhân lãnh tụ các nước khác đang dự một diễn đàn hội thảo về thực phẩm cho người nghèo, do Suzanne Mubarak, phu nhân của Tổng thống Ai Cập Hosni Mubarak chủ trì. Biến cố này thu hút các nhà lãnh đạo của nhiều quốc gia trên thế giới, tuy vậy, Anh, Mỹ, Nga và nhiều cường quốc kinh tế khác đã không đến dự buổi họp thượng đỉnh do Tổ chức Lương nông Quốc tế tổ chức. Gaddafi có thói quen đòi hỏi kỳ quái mỗi khi du hành ra ngoại quốc, như thường là đòi dựng lều Bedouin ở ngoài một công viên. Trong một lần ghé qua Ý, ông yêu cầu được nói chuyện với một cử tọa toàn là phụ nữ làm ngành kinh doanh. Khác với mọi khi, mỗi cô đến dự lần này được tặng 50 euro tiền boa.
Nhiều cô than phiền vì "thấy phụ nữ lẫn tôn giáo của mình bị xúc phạm." Một cô tóc vàng giấu tên nói, "Tôi thấy bị xúc phạm khi ông ta nói rằng, đấng Chúa đã bị đóng đinh mà thật ra không hề có. Người bị đóng đinh chỉ là một người giống Chúa mà thôi." Haffed Gadur, đại sứ Lybia ở Ý nói, "Ông đại tá muốn gặp các cô người Ý chỉ cốt để cho các cô hiểu rằng đạo Hồi không miệt thị phụ nữ."

### Sự mất tích của Imam Musa al-Sadr
Tháng 8 năm 1978, lãnh đạo Shia người Liban Musa al-Sadr và hai cộng sự tới Libya để gặp gỡ với các quan chức chính phủ. Từ đó họ không bao giờ xuất hiện nữa. Ở thời điểm ấy, Musa al-Sadr thành lập Phong trào Amal, một phong trào kháng chiến Shia tự do Liban (sau này chuyển sang phản đối việc Israel xâm lược Liban). Tuy nhiên Phong trào Amal trở nên hùng mạnh và đe doạ tới PLO có căn cứ chủ yếu ở Nam Liban. Libya đã liên tục chối bỏ trách nhiệm, tuyên bố rằng al-Ṣadr và các cộng sự của mình đã rời Libya tới Italia. Một số người khác đã thông báo rằng ông bị giam bí mật trong tù tại Libya. Sự mất tích của Al-Ṣadr tiếp tục là một cuộc tranh cãi lớn giữa Liban và Libya. Người phát ngôn Nghị viện Liban Nabih Berri buộc tội chính quyền Libya, và đặc biệt là nhà lãnh đạo Libya, chịu trách nhiệm về sự mất tích của Imam Musa Sadr, Asharq Al-Awsat có trụ sở tại London, một tờ nhật báo liên Ả Rập do Saudi điều hành thông báo ngày 27 tháng 8 năm 2006.
Theo vị tướng người Iran Mansour Qadar, người khi ấy là lãnh đạo lực lượng an ninh Syria, Rifaat al-Assad, đã nói với đại sứ Iran tại Syria rằng Gaddafi đang lập kế hoạch giết al-Ṣadr. Ngày 27 tháng 8 năm 2008, Gaddafi bị chính phủ Liban kết tội vì sự mất tích của al-Sadr.

## Bị Tòa án tội phạm quốc tế kết tội

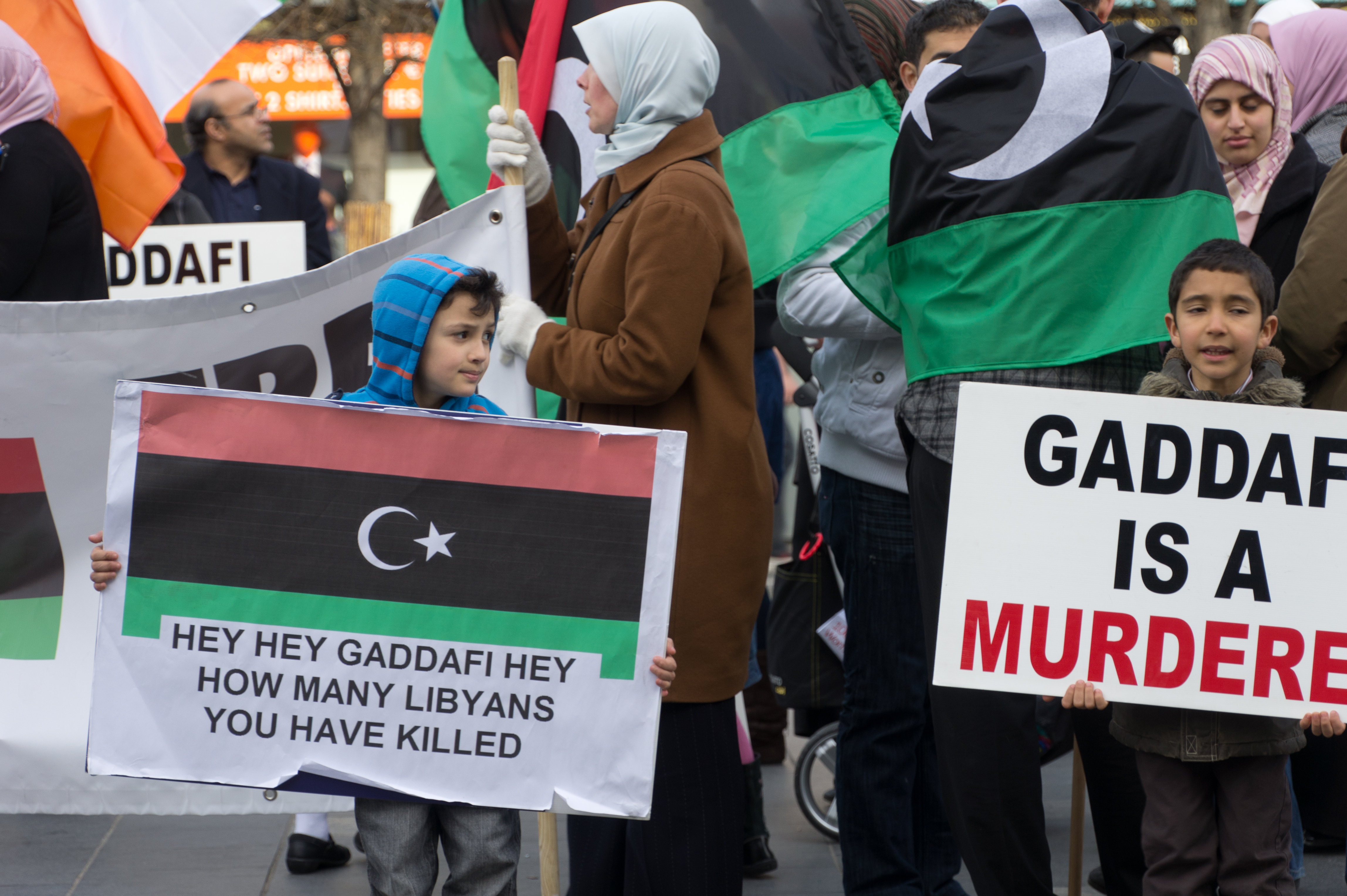
Người biểu tình chống nhà độc tài Muammar al-Gaddafi tại Dublin.

Đại tá Gaddafi là chủ mưu của vụ đánh bom khủng bố chiếc máy bay trên bầu trời Lockerbie của Scotland làm 270 người thiệt mạng năm 1988. Tuy nhiên Gaddafi đã từ chối hợp tác điều tra, đến năm 1999 mới trao hai nghi phạm và sau đó thừa nhận trách nhiệm của mình.
Gadhafi từng dùng quân đội để trấn áp cuộc nổi dậy và tuyên bố trên truyền hình rằng ông sẽ truy đuổi những người chống đối trên mọi tấc đất, trong mọi ngôi nhà, trên mọi con đường. Ông ta gọi những người chống đối là "chuột" và khẳng định hành động của họ là hậu quả của việc dùng thuốc gây ảo giác. Bài phát biểu này đẩy sự căm phẫn của những người chống đối lên một nấc thang cao hơn, khiến làn sóng nổi dậy phát triển mạnh hơn.
Ngày 16 tháng 5 năm 2011, Tòa án tội phạm quốc tế (ICC) đã phát lệnh bắt Gaddafi và con trai với cáo buộc phạm tội ác chống lại loài người, bao gồm giết hại và tra tấn người biểu tình trong giai đoạn 15 tháng 2 đến 28 tháng 2 năm 2011. Gaddafi đã thực hiện một cuộc trấn áp đẫm máu nhằm vào người biểu tình chống lại chính quyền của ông, tiếp sau làn sóng nổi dậy ở khắp Trung Đông hồi đầu năm 2011. Ngày 27 tháng 6, Gaddafi và hai người thân cận nhất - con trai Saif al Islam và lãnh đạo tình báo Abdullah al Sanousi đã chính thức bị Tòa án Hình sự Quốc tế ở La Hay ra lệnh truy nã quốc tế. Trong khi ngoại trưởng Hoa Kỳ Hillary Clinton cho biết rằng phần lớn các quốc gia châu Phi đã ủng hộ công lý quốc tế trong trường hợp này ngày 02 tháng 7 năm 2011 để trả lời cho lời đe dọa của Gaddafi, thì Liên minh châu Phi đã bác bỏ và tuyên bố không hợp tác thực hiện lệnh này cùng ngày.

## Bất mãn bên trong
Tháng 10 năm 1993, có một vụ ám sát bất thành nhằm vào Gaddafi của một số người trong quân đội Libya. Ngày 14 tháng 7 năm 1996, những cuộc nổi loạn đẫm máu xảy ra sau một trận bóng đá tại Tripoli do con trai của Gaddafi tổ chức, như một cuộc phản kháng chống lại Gaddafi.
Có một số nhóm chính trị đối lập với Gaddafi:
- Hội nghị Quốc gia của Đối lập Libya
- Mặt trận Quốc gia vì sự Cứu rỗi Libya
- Ủy ban Hành động Quốc gia Libya tại châu Âu

Một website, tìm cách lật đổ ông, đã được thành lập năm 2006 và liệt kê 343 nạn nhân của việc ám sát và giết hại chính trị.
Liên đoàn Nhân quyền Libya (LLHR) – có trụ sở tại Geneva – kiến nghị Gaddafi thành lập một cuộc điều tra độc lập với vụ bất ổn tháng 2 năm 2006 tại Benghazi trong đó khoảng 30 người Libya và người nước ngoài đã bị giết hại.
Fathi Eljahmi là một nhân vật bất đồng nổi bật, ông đã bị bỏ tù từ năm 2002 vì kêu gọi tăng cường dân chủ hoá tại Libya.

### Cuộc nổi dậy tại Libya và sự can thiệp của phương Tây
Tháng 2 năm 2011, vài tuần sau khi các cuộc biểu tình khiến tổng thống của Tunisia và Ai Cập từ chức, cuộc nổi dậy chống Gadhafi đã bùng lên. Gadhafi dùng quân đội để trấn áp cuộc nổi dậy và tuyên bố trên truyền hình rằng ông sẽ truy đuổi những người chống đối như những con chuột, và khẳng định hành động của họ là hậu quả của việc dùng thuốc gây ảo giác. Việc này đẩy sự căm phẫn của những người chống đối lên cao hơn, khiến làn sóng nổi dậy phát triển mạnh hơn, biến thành nội chiến.
Tình hình trở nên tồi tệ hơn khi Hội đồng Bảo an Liên Hiệp quốc ra Nghị quyết số 1973, thiết lập vùng cấm bay tại Libya. Sau đó, 15 quốc gia phương Tây lập liên minh, đem không quân và hải quân tới thực thi khu vực cấm bay và phong tỏa hải quân, cũng như tiến hành không kích vào lực lượng của ông Gadhafi để hỗ trợ quân nổi dậy. (xem tại Can thiệp quân sự vào Libya 2011)
Kể từ đó, nhiều nhân vật chính trị, quân sự, lẫn bóng đá đã bỏ chạy sang phe nổi dậy và lên tiếng chỉ trích Gaddafi. Ngày 31 tháng 3, Ngoại trưởng Libya Moussa Koussa đã "đào tẩu" sang Anh Quốc để phản đối lực lượng thân Gaddafi tấn công dân thường. Ngày 1 tháng 4, 3 quan chức cao cấp của chính quyền Gaddafi từ chức chạy ra nước ngoài: ông Ali Abdessalam Treki, đại diện Libya tại Liên Hợp Quốc, ông Abu Al Mohammad Qassim Al Zawi, đứng đầu Ủy ban Nhân dân Libya, và ông Abu Zayed Dordah, cựu thủ tướng của Libya trong thời gian từ 1990-1994, giám đốc Cơ quan Tình Báo Libya.
Ngày 30 tháng 5, 8 sĩ quan quân đội cấp cao của Libya, trong đó có 5 vị tướng và 3 đại tá đã tuyên bố rời bỏ hàng ngũ quân Gaddafi. Họ cáo buộc Gaddafi đã cho "giết chóc, thảm sát, bạo lực chống lại phụ nữ" và đã bảo họ làm những điều mà "không một người có lý trí nào với nhân cách tối thiểu có thể làm". Tướng Oun Ali Oun cáo buộc quân của Gaddafi mắc tội "diệt chủng" và kêu gọi các binh lính và sĩ quan an ninh rời bỏ chính quyền.
Ngày 25 tháng 6, 17 nhân vật thuộc làng bóng đá Libya, trong đó có 4 tuyển thủ quốc gia, bỏ chạy sang phe nổi dậy. Thủ môn đội tuyển bóng đá Libya, Juma Gtat, nói: "Tôi muốn nói với Đại tá Gaddafi rằng hãy để chúng tôi được yên và hãy để chúng tôi xây dựng một Libya tự do. Thật ra, tôi ước gì ông ta hãy biến khỏi cuộc đời này vĩnh viễn." Còn huấn luyện viên câu lạc bộ hàng đầu Tripoli al-Ahly, Adel bin Issa nói: "Tôi hy vọng một sáng thức dậy và thấy ông Gaddafi không còn ở Libya nữa."

### Bị lật đổ và thiệt mạng
Gaddafi bị chính thức lật đổ vào cuối tháng 8 năm 2011, sau 42 năm cầm quyền ở Libya. Đến giữa tháng 9, khoảng một nửa quốc gia trên thế giới, chính thức công nhận Hội đồng Chuyển tiếp Quốc gia Libya (NTC) là chính quyền hợp pháp của nước này. Ngày 6 tháng 10, đại tá Gaddafi lại ra mặt sau một thời gian mất tích để kêu gọi "toàn dân xuống đường biểu tình rầm rộ phản đối chính quyền lâm thời Libya", nhưng chẳng có ai hưởng ứng và không có cuộc biểu tình chống NTC nào diễn ra.
Quân NTC tấn công Sirte, quê hương và cũng là thành trì cuối cùng của Gaddafi, vào ngày 20 tháng 10. Cùng ngày, các phương tiện truyền thông đã dẫn lời một quan chức quân đội cao cấp của hội đồng Dân tộc chuyển tiếp Libya (NTC) cho biết đại tá Gaddafi đã chết vì nhiều vết thương nặng khi đang trên đường chạy trốn và bị bắt gần Sirte. Theo một số nguồn tin, Gaddafi bị bắt khi đang trốn trong một ống cống, ông ta đã cầu xin tha mạng và van xin các binh sĩ nổi dậy "đừng bắn", nhưng sau đó đã chết do bị một viên đạn bắn vào đầu, việc ông bị hành quyết hay bị trúng đạn lạc đang được yêu cầu điều tra Tuy nhiên, cuộc điều tra đã không bao giờ được thực hiện.
Binh sĩ NTC viết lên cống bằng sơn màu xanh dòng chữ "Nơi trốn của Gaddafi, con chuột cống", và chuyền nhau khẩu súng lục bằng vàng của ông ta. Thi thể của Gaddafi sau đó được đưa đến Misrata với 2 cái lỗ trên ngực và thái dương, và được đặt trong một phòng lạnh dùng để chứa thịt gia súc cùng với thi thể của con trai Mu'tasim. Tại đây, người ta xếp những hàng dài để được vào xem tận mắt thi thể Gaddafi, dắt theo cả con cái  và tạ ơn Thượng đế.
Nhiều người Libya đã đổ ra đường ăn mừng cái chết của đại tá Gaddafi, còn Hugo Chavez thì bày tỏ sự thương tiếc và gọi nhà lãnh đạo bị lật đổ này là "liệt sĩ". Tờ New York Times đã đăng tải tường thuật của Mansour Dhao Ibrahim, một phụ tá và được cho là anh em họ của ông Muammar Gaddafi: Gaddafi đã "rất sợ NATO", trong những ngày cuối đời, ông phải ăn gạo sống và mì ống nhặt được từ các nhà dân bỏ hoang, than thở về việc không có điện và nước. Tuy nhiên theo Huneish Nasr, lái xe riêng Gaddafi trong 30 năm, người cuối cùng chứng kiến cảnh Đại tá Gaddafi chết thì: "Ông ấy thật kỳ lạ. Ông luôn đứng yên và hướng về phía Tây. Tôi chưa từng thấy sự sợ hãi trong mắt ông.", và binh lính nổi dậy tiến đến gần, ông Gaddafi tuy lúng túng không biết phải làm gì nhưng không hề tỏ ra sợ hãi.
Đến ngày 25 tháng 10, Gaddafi cùng con trai Mutassim và cựu bộ trưởng quốc phòng dưới chế độ Gaddafi Abu Bakr Younis đã được đem chôn tại một nơi bí mật trong sa mạc. ĐIều này trái với mong ước trong di chúc của Gaddafi, trong đó ông bày tỏ mong muốn được chôn cất bên cạnh "gia đình và bạn bè" ở quê hương mình.
Có những phản ứng trái chiều về việc chôn cất bí mật này. "Đây là niềm vui dành cho toàn thể người dân Libya, cho cuộc cách mạng của chúng tôi", thủ thành Samir Aboud nói khi đội tuyển Libya giành được vé dự Cúp bóng đá châu Phi 2012. Tại giải đấu này, các cầu thủ Libya đã mặc trang phục mới, hát quốc ca mới dưới một màu cờ mới. Trong khi đó, gia tộc ông Gaddafi đã ra một tuyên bố kêu gọi Liên Hợp Quốc gây sức ép với những lãnh đạo mới của Libya để "trao trả thi thể của các chiến binh tử đạo cho bộ tộc của mình để họ được chôn cất theo nghi lễ Hồi giáo".

## Di sản và con cháu
Gaddafi có tám người con, 3 trong số đó đã thiệt mạng trong cuộc nội chiến: Mutassim, cố vấn an ninh quốc gia dưới thời của cha mình; Khamis, tư lệnh của tiểu đoàn Khamis; và Saif al-Arab chết trong một vụ không kích của NATO vào Tripoli vào tháng 4 năm 2011. Các thành viên khác của gia đình Gaddafi đang sống lưu vong ở Algérie một nước đồng minh cũ của chế độ Gaddafi.
Với dân số chỉ có 6 triệu người và các khoản thu nhập từ dầu lửa hàng năm tới 32 tỷ đô la Mỹ trong năm 2010, tiềm năng của Libya là rất lớn. Hình thức chủ nghĩa xã hội đặc biệt của Libya cung cấp miễn phí giáo dục, y tế và trợ cấp nhà ở và giao thông vận tải được bao cấp nhưng mức lương rất thấp và sự giàu có của nhà nước và lợi nhuận từ đầu tư nước ngoài chỉ đem lại lợi lộc cho một tầng lớp thượng lưu nhỏ.
Dưới chế độ của ông tỷ lệ biết chữ đã tăng từ 10% lên 90% tuổi thọ trung bình tăng từ 57 lên 77 tuổi quyền bình đẳng được bảo vệ cho phụ nữ và người da đen, cơ hội việc làm được nâng cao cho các công nhân nhập cư và hệ thống phúc lợi đã được đầu tư cho phép người dân tiếp cận với giáo dục và chăm sóc y tế miễn phí cũng như hỗ trợ về nhà ở. Dòng sông Nhân Tạo là dự án tưới tiêu lớn nhất thế giới cũng được đào để cung cấp nước ngọt cho Libya. Ngoài ra, việc hỗ trợ tài chính cũng được cấp cho các đại học để trao học bổng và chương trình phát triển việc làm. Và theo Zimbabwe, nước đồng minh cũ của Gaddafi, Libya không hề có nợ nước ngoài dưới chế độ của Gaddafi.
Tuy nhiên dưới chế độ của Đại tá Gaddafi, tỷ lệ thất nghiệp được ước tính là 30% hoặc nhiều hơn. Theo tờ Los Angeles Times, các quan chức chính phủ mới ở Libya cáo buộc Đại tá Moammar Gadhafi đã biển thủ các nguồn tài trợ nhằm thu lợi cho gia đình và bộ tộc của ông. Số tài sản này dưới nhiều dạng khác nhau, tiền mặt, trái phiếu, cổ phiếu, tài khoản ngân hàng, bất động sản, chứng chỉ ở các quỹ đầu tư... Các quan chức chính phủ mới cáo buộc Gadhafi đã bí mật tẩu tán hơn 200 tỷ USD trong các tài khoản ngân hàng, địa ốc và các khoản đầu tư khắp thế giới trước khi ông ta chết. Theo tờ Daily Mail của Anh quốc, Gaddafi được cho là có khoảng 170 tỷ USD tài sản ở nước ngoài, phần lớn trong số đó đã bị phong tỏa kể từ đầu năm 2011.
Tuy nhiên các con số trên chưa được chứng minh là sự thật. Thực tế, con số 200 tỷ USD được gán cho Gaddafi thực chất là số tiền thuộc sở hữu hợp pháp của các tổ chức nhà nước như Ngân hàng Trung ương Libya và Cơ quan Đầu tư Libya, quỹ tài sản có chủ quyền của Libya. Do đó, các quỹ của Libya dưới thời Gaddafi cũng tương tự như các quỹ tài sản có chủ quyền của các nước khác. Liên minh châu Âu cũng thông báo ít nhất 30 tỷ USD các khoản đầu tư của Libya đã bị phong tỏa trên khắp lục địa và cùng đồng thuận rằng hàng tỷ tiền đầu tư của chính phủ Libya ở nước ngoài không phải là tài sản cá nhân của Gaddafi.
Tổng thống Mỹ Obama thì cho rằng: "Tôi cho rằng, cái chết thê thảm của nhà độc tài Gaddafi là lời cảnh tỉnh mạnh mẽ cho những nhà độc tài khác trên thế giới, rằng nhân dân cần được tự do, họ cần được tôn trọng quyền sống cũng như nguyện vọng cơ bản của mình".
Trong di chúc được công bố, Gadhafi bày tỏ mong muốn được chôn cất bên cạnh "gia đình và bạn bè" ở quê hương mình, Sirte. Ông nói lý do chọn ở lại thay vì đi lưu vong là vì "chúng tôi đã có thể thương lượng và bán rẻ những giá trị của mình để đổi lấy an toàn cá nhân và một đời sống thoải mái. Chúng tôi đã nhận được nhiều đề nghị, nhưng chúng tôi lựa chọn ở lại đối đầu như một biểu hiện của trách nhiệm và danh dự". Ông còn kêu gọi: "Người dân Libya nên bảo vệ bản sắc, những thành tựu, lịch sử và hình ảnh danh dự về tổ tiên và những người anh hùng của mình. Người dân Libya không được quên những người đã hi sinh cho tự do và cho nhân dân... Ngay cả khi không thể chiến thắng ngay lập tức, chúng tôi sẽ để lại một bài học cho những thế hệ tương lai, rằng lựa chọn bảo vệ tổ quốc là một danh dự và bán rẻ nó là sự phản bội tồi tệ nhất mà lịch sử sẽ nhớ mãi, bất chấp những kẻ khác có nói gì đi nữa".